# Kunie Kitamoto
Kunie Kitamoto (Nara, 18 september 1981) is een Japans voetballer.

## Carrière
Kunie Kitamoto tekende in 2000 bij Vissel Kobe.